# Sukhoi S-54
Sukhoi S-54/S-55/S-56 (tiếng Nga: Сухой С-54/С-55/С-56) là một đề án máy bay chiến đấu hạng nhẹ do Phòng Thiết kế Sukhoi phác thảo.

## Lịch sử
Cuối thập niên 1990, Sukhoi bắt đầu phát triển một đề án máy bay chiến đấu đa năng hạng nhẹ LFI (ЛФИ - Легкий фронтовой истребитель, "Máy bay tiêm kích chiến thuật hạng nhẹ"), tương tự Dự án MiG LFI. Đề án này được Sukhoi phát triển thành một nhóm với 3 mẫu phác thảo: S-54, S-55, S-56. Trên cơ bản mẫu phát triển TPFI (ТПФИ - Тяжёлый Перспективный фронтовой истребитель, "Máy bay tiêm kích chiến thuật tiên tiến hạng nặng") là Su-27, Sukhoi đã đa dạng hóa mẫu thiết kế chiếm ưu thế trên không rất thành công của mình thành nhiều hệ khác nhau như: máy bay chiến đấu và huấn luyện đa năng hạng nhẹ, gồm cả cho không quân và hải quân, dùng cho nội địa và xuất khẩu.
vấn đề tài chính vào giữa thập niên 1990 đã làm đình trệ các dự án. Mãi đến đầu thế kỷ 21, với sự phục hồi kinh tế và vị thế nước Nga, Sukhoi mới mở lại các đề án của mình.